# Néa
Pour les articles homonymes, voir Néa (homonymie).
Pour plus de détails, voir Fiche technique et Distribution.
Néa est un film érotique franco-ouest-allemand réalisé par Nelly Kaplan, sorti en 1976.
Il est librement inspiré d'une nouvelle d'Emmanuelle Arsan.

## Synopsis
« Les attractions sont proportionnelles aux destinées »

— Citation de Charles Fourier au début du film.
En Suisse, dans le petit village de Coppet, Sybille, une adolescente rebelle, détestant son environnement bourgeois, s'évade en écrivant un journal érotique qu'elle intitule Néa. Elle va à l'école à Genève et passe parfois par une librairie où elle vole les romans érotiques. Mais cette fois-ci, le libraire la voit faire et la ramène dans son bureau. C'est ainsi que les deux vont faire connaissance.

## Fiche technique
Sauf indication contraire, les informations mentionnées dans cette section peuvent être confirmées par la base de données cinématographiques Unifrance,  présente dans la section « Liens externes ».
- Titre original français : Néa
- Titre allemand : Nea – Ein Mädchen entdeckt die Liebe[1]
- Réalisateur : Nelly Kaplan, assisté de Philippe Lopes-Curval
- Scénariste  : Jean Chapot, Nelly Kaplan
- Producteurs : Yvon Guézel, André Génovès
- Musique du film :  Michel Magne
- Directeur de la photographie : Andréas Winding
- Montage : Hélène Plemiannikov
- Distribution des rôles :  Mamade
- Création des costumes : Michèle Cerf
- Décorateur : Bernard Evein
- Ingénieur du son : William-Robert Sivel
- Sociétés de production : Central Cinema Company Film, Les Films de la Boétie, Multimédia
- Pays de production :  France,  Allemagne de l'Ouest
- Langue originale : français
- Genre : drame
- Durée : 103 minutes
- Dates de sortie : 
  - France : 18 août 1976
  - Allemagne de l'Ouest : 26 février 1982[1]
- Classification :
  - France : Interdit aux moins de 12 ans[2]
  - Allemagne de l'Ouest : Interdit aux moins de 18 ans[1]

## Distribution
- Ann Zacharias : Sibylle Ashby
- Sami Frey : Axel Thorpe
- Françoise Brion : Judith Ashby
- Micheline Presle : Helen Ashby
- Heinz Bennent : Philip Ashby
- Ingrid Caven : Anne
- Robert Freitag : Benito
- Chantal Bronner : Florence
- Martin Provost : Raphaël
- Claude Makovski : Le critique littéraire TV
- Roland Briet : Le bijoutier
- Marie-Louise Mayor : La bibliothécaire

## À noter
- L'actrice Claude Jade, à l'époque enceinte, tournait le début du film, mais sa silhouette ne tarda pas à s'épaissir. Elle n'aurait plus été d'accord pour tourner la fin.